# Tadmaït
Tadmaït är en ort i Algeriet.   Den ligger i provinsen Boumerdès, i den norra delen av landet, 80 km öster om huvudstaden Alger. Tadmaït ligger 52 meter över havet och antalet invånare är 20 952.
Terrängen runt Tadmaït är kuperad. Runt Tadmaït är det tätbefolkat, med 356 invånare per kvadratkilometer. Närmaste större samhälle är Tizi Ouzou, 13,4 km öster om Tadmaït. 